# Dasarighatta, Tiptur
Dasarighatta là một làng thuộc tehsil Tiptur, huyện Tumkur, bang Karnataka, Ấn Độ.